# France Groupements
France Groupements est la fédération nationale des coopératives et groupements du transport.

## Historique
Dans les années 1960, à la suite d'une forte demande dans le domaine du transport, Maurice Bouchet crée « La Flèche Cavaillonnaise », entreprise spécialisée dans le transport de fruits et légumes avec laquelle il relie quotidiennement le MIN de Châteaurenard à celui de Rungis.
Il est rapidement influencé par le modèle agricole de ses clients et décide de créer avec six autres associés la première coopérative d'entreprises de transport : Les Transporteurs Réunis par la Flèche Cavaillonnaise.
Faute de structure idoine légale, Maurice Bouchet demande l’appui des organisations professionnelles syndicales. Ne trouvant aucun soutien il crée sa propre entité en 1963 : Unicooptrans, la Fédération nationale des coopérative et groupements du transport.
La même année, la Fédération obtient par décret, le statut de voiturier pour les coopératives d'entreprises de transport. Afin de pallier cette insécurité juridique due à la fragilité de ces fondements textuel, la loi du 20 juillet 1983 relative au développement de certaines activités d'économie sociale vient offrir un véritable statut aux coopératives d'entreprises de transport. En 2001, Unicooptrans devient France Groupements.

## Activités
France Groupements tente d'améliorer l'image du transport routier de marchandises.